# T-Mobile Austria
T-Mobile Austria, também conhecida em alemão como Magenta Telekom, é a segunda maior empresa de telefonia móvel e fixa na Áustria. É de propriedade da Deutsche Telekom. Em 2022, tinha 5,2 milhões de clientes. Seu CEO é Rodrigo Diehl desde 1 de outubro de 2022.

## História

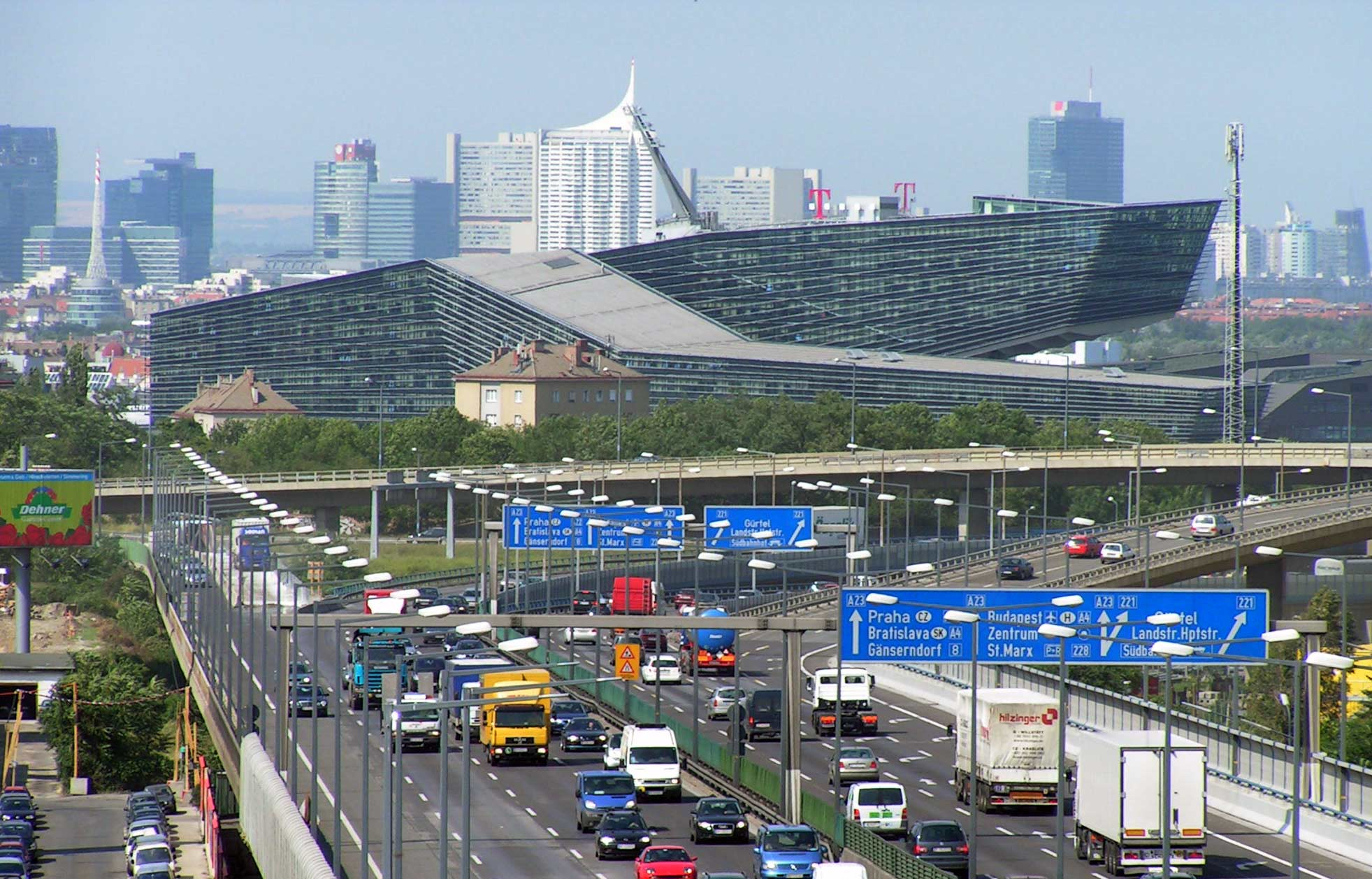
Sede da T-Mobile Austria em Landstraße, Viena (julho de 2005)

A empresa foi fundada como max.mobil em 1996 pelo consórcio Ö-Call. Em 2000, a empresa foi comprada pela Deutsche Telekom. Em 2002, max.mobil foi renomeada para T-Mobile Austria. Em 2019, houve uma fusão das empresas UPC Austria e T-Mobile Austria, resultando na Magenta Telekom.

### Aquisição da tele.ring
Em 2005, a T-Mobile Austria adquiriu o provedor de telefonia móvel tele.ring de sua empresa controladora, a Western Wireless Corporation, por 1,3 bilhão de euros, e o transformou em sua própria marca de custo mais baixo. A marca tele.ring foi descontinuada em 23 de março de 2020.

### Aquisição da UPC Austria
Em dezembro de 2017, a T-Mobile Austria anunciou que adquiriria o provedor de cabo UPC Austria (originalmente fundado em 1977 como Telekabel Wien) de sua empresa controladora, a Liberty Global, por 1,9 bilhão de euros. A aquisição foi aprovada pela Comissão Europeia em 10 de julho de 2018.
A empresa anunciou planos para aposentar as marcas "T-Mobile" e "UPC" em 2019, fundindo as empresas sob uma única marca "T". O novo nome da marca foi anunciado na noite de 6 de maio de 2019.